# نامه شکتر
نامه شکتر (همچنین شناخته شده به نام سند کمبریج) یک سری نامه‌های قدیمی است که توسط سلیمان شکتر در اطراف شهر قاهره کشف شد.

## نامه
یک نویسنده ناشناس خزری نامه را به یک ناشناس یهودی نوشته. بسیاری بر این باورند که نامه شکتر خطاب به حسدائی ابن شپروت است و توسط یکی از اهالی خزری قسطنطنیه پس از اولین تلاشش برای ارتباط با شاه خزران، یوسف بن هارون، نوشته شده (همچنین مکاتبات خزر را بنگرید).
در سال ۱۸۹۸ این نامه در میان گنجینه جنیزه توسط آقای شکتر به دانشگاه کمبریج اهدا شد. متأسفانه بسیاری از برگ‌های این سند قابل خواندن نیست و تنها دو بلوک از متن وجود دارد که خواناست.